# Пояс Койпера

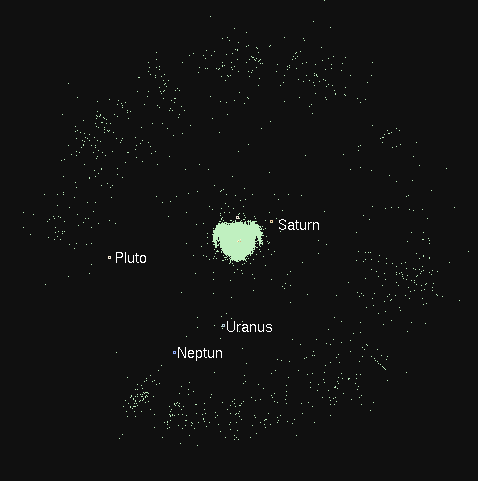
Відомі об'єкти Сонячної системи в проєкції на екліптику. Добре видно пояс Койпера

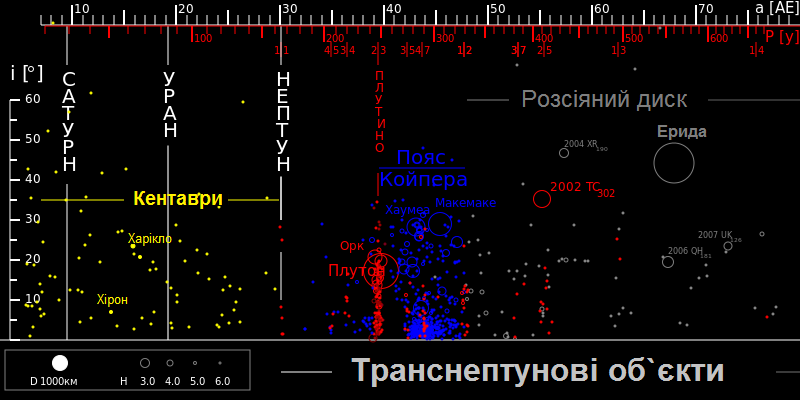
Більшість відомих об'єктів поясу Койпера мають велику піввісь у діапазоні приблизно між 35 і 48 а. о. (червоні й сині об'єкти на діаграмі). Вважається, що кентаври (показані жовтим) і об'єкти розсіяного диска (сірі) раніше теж розташовувалися в поясі Койпера, але були розсіяні Нептуном всередину і назовні

По́яс Ко́йпера (англ. Kuiper belt) — область Сонячної системи за орбітою Нептуна (30 а. о. від Сонця) приблизно до відстані 58 і більше а. о. Хоча пояс Койпера схожий на пояс астероїдів, він приблизно у 20 разів ширший і у 20–200 разів масивніший від останнього.
Як і пояс астероїдів, він складається переважно з малих тіл, тобто матеріалу, що залишився після формування Сонячної системи. На відміну від об'єктів поясу астероїдів, які складаються здебільшого з гірських порід і металів, об'єкти поясу Койпера (ОПК) складаються переважно з летких речовин (званих льодами), як-от метан, аміак і вода. У цій області ближнього космосу є принаймні три карликові планети: Плутон, Гаумеа і Макемаке. Крім того, вважається, що деякі супутники планет Сонячної системи, як-от супутник Нептуна Тритон і супутник Сатурна Феба, також виникли в цій області.
Відтоді, як 1992 року пояс був відкритий, кількість відомих ОПК перевищила тисячу, і передбачається, що ще понад 70 000  ОПК із діаметром понад 100 км поки що не виявлені. Раніше вважалося, що пояс Койпера — головне джерело короткоперіодичних комет (тобто комет з орбітальними періодами менше ніж 200 років). Проте спостереження, проведені з середини 1990-х років, показали, що пояс Койпера динамічно стабільний, і що справжнє джерело цих комет — розсіяний диск, динамічно активна область, створена спрямованим назовні рухом Нептуна 4,5 мільярда років тому; об'єкти розсіяного диска, як-от Ерида, схожі на ОПК, але йдуть по своїх орбітах дуже далеко від Сонця (до 100 а. о.).
Плутон — найбільший відомий об'єкт поясу Койпера. Спочатку він вважався планетою, але у 2006 році був перекласифікований як карликова планета. За складом Плутон нагадує інші об'єкти поясу Койпера, а його період обертання дає змогу віднести його до підгрупи ОПК під назвою «плутино». На честь Плутона підгрупу з чотирьох відомих на цей час карликових планет, які обертаються за орбітою Нептуна, називають «плутоїдами».
Пояс Койпера не слід плутати з гіпотетичною хмарою Оорта, яка розташована в тисячу разів далі. Об'єкти поясу Койпера, як і об'єкти розсіяного диска і хмари Оорта, відносять до транснептунових об'єктів (ТНО).
На початку жовтня 2023 року група астрономів із Канади оголосила про виявлення за межами пояса Койпера 12 нових космічних тіл, що вказує на існування другого пояса Койпера, а значить — регіону Сонячної системи, про який раніше не було відомо. Згідно з публікацією в Live Science, науковці знайшли 12 нових великих об'єктів на відстані в приблизно 60 а. о. від Сонця.

## Історія

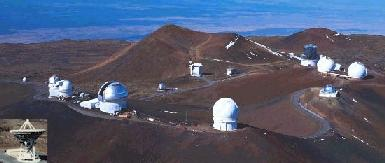
Телескопи на вулкані Мауна-Кеа, за допомогою яких був виявлений пояс Койпера

Різноманітні гіпотези про існування численних невеликих тіл за орбітою Нептуна висловлювали багато дослідників.
1951 року Джерард Койпер висловив припущення, що пояс невеликих тіл за орбітою Нептуна мав існувати в минулому, але наразі його розсіяно Плутоном, і простір, що безпосередньо прилягає до цієї планети, практично порожній. Тривалий час у цій області не було відомо жодного об'єкта, окрім Плутона (відкритого 1930 року) та його супутника Харона (відкрито 1978 року). Тому за цією ділянкою простору міцно закріпилася назва «пояс Койпера».
У серпні 1992 року Девід Джевітт та Джейн Лу з Гарвард-Смітсонівського центру астрофізики відкрили перший після Плутона транснептуновий об'єкт — (15760) 1992 QB1, який 31 січня 2018 року отримав назву Альбіон. У березні 1993 року було знайдено друге небесне тіло, до 1996 року їх було вже 32.
До 2005 року стало відомо понад 800 об'єктів поясу Койпера. Міжнародний астрономічний союз рекомендує називати відповідні об'єкти транснептуновими, що відповідає їхньому розташуванню в Сонячній системі та не пов'язано з науковими гіпотезами минулого.

## Властивості
Верхню межу поясу обрано не довільно — за нею спостерігається значне зменшення кількості видимих об'єктів. Причина цього невідома; можливо, простір «вичищається» об'єктом приблизно земної маси.
Об'єкти поясу Койпера поділяються на такі категорії[джерело?]:
- Класичні об'єкти мають приблизно кругові орбіти з невеликим нахилом, не пов'язані з рухом інших планет (зокрема, із рухом Нептуна). Такі об'єкти інколи називають «к'юбівано» за назвою першого представника 1992 QB1 (його позначення англійською вимовляється як «к'ю бі ван»).
- Резонансні об'єкти утворюють орбітальний резонанс з Нептуном 1:2, 2:3, 2:5, 3:4, 3:5, 4:5 або 4:7. Об'єкти з резонансом 2:3 називають плутино за назвою найвідомішого представника — Плутона.
- Об'єкти розсіяного диска мають великий ексцентриситет орбіти і в афелії можуть віддалятися від Сонця на кількасот астрономічних одиниць.

Вважається, що об'єкти поясу Койпера складаються переважно із затверділих метану, аміаку та води з невеликими домішками органічних речовин, тобто, подібні до кометної речовини. Цим вони відрізняються від астероїдів, які складаються переважно з нелетких мінеральних речовин. Об'єкти в поясі Койпера рухаються здебільшого в площині орбіт планет, на відміну від об'єктів хмари Оорта, які, як припускається, мають сферичний розподіл навколо Сонячної системи.
Загальна маса поясу Койпера в сотні разів перевищує масу поясу астероїдів. За різними оцінками, у поясі має бути від 35 тис. до 70 тис. тіл із діаметром понад 100 км, у той час, як у головному поясі астероїдів таких налічується не більше ніж 200. Утім, вважається, що маса об'єктів хмари Оорта має бути ще більшою[джерело?].

### Об'єкти поясу Койпера з діаметром понад 500км[13]
| Номер            | Назва      | Екваторіальний діаметр (км) | Велика піввісь а. о. | Перигелій, а. о. | Афелій а. о. | Відкритий | Примітки         |
| ---------------- | ---------- | --------------------------- | -------------------- | ---------------- | ------------ | --------- | ---------------- |
| 134340           | Плутон     | 2370                        | 39,48                | 29,6             | 49,3         | 1930      | Плутино          |
| 136199           | Ерида      | 2326 ± 12                   | 67,71                | 37,81            | 97,61        | 2005      | Розсіяний диск   |
| 136472           | Макемаке   | 1454                        | 45,64                | 38,71            | 52,57        | 2005      |                  |
| 136108           | Гаумеа     | 1393                        | 43,34                | 35,16            | 51,52        | 2005      |                  |
| 225088           | Гунгун     | 1280                        | 67,21                | 33,62            | 100,79       | 2007      | Резонанс 3:10    |
| (134340) Pluto I | Харон      | 1212 ± 3,0                  | 39,48                | 29,6             | 49,3         | 1978      | [ 2 1 ]          |
| 50000            | Квавар     | 1026                        | 43,4                 | 41,9             | 44,9         | 2002      | К'юбівано        |
| 90377            | Седна      | 995 ± 80                    | 502                  | 76,0             | 928          | 2003      | Розсіяний диск   |
| 19308            | 1996 TO66  | 900                         | 43,136               | 37,913           | 48,360       | 1996      | К'юбівано?       |
| 90482            | Орк        | 875                         | 39,45                | 30,8             | 48,1         | 2004      | Плутино          |
| 120347           | Салація    | 870                         | 42,14                | 37,77            | 46,5         | 2004      | К'юбівано?       |
| 84522            | 2002 TC302 | 867                         | 55,74                | 39,15            | 72,33        | 2002      | резонанс 2:5     |
|                  | 2013 FY27  | 850                         | 59,1                 | 35,7             | 82,6         | 2013      | Розсіяний диск   |
| 120178           | 2003 OP32  | 838                         | 43,28                | 38,6             | 47,96        | 2003      | К'юбівано?       |
| 307261           | Мані       | 797                         | 41,93                | 36,0             | 47,9         | 2002      |                  |
| 208996           | 2003 AZ84  | 770                         | 39,4                 | 32,3             | 46,5         | 2003      | Плутино          |
| 20000            | Варуна     | 757                         | 43,07                | 40,9             | 45,3         | 2002      | К'юбівано?       |
| 55565            | 2002 AW197 | 752                         | 47,47                | 41,3             | 53,7         | 2002      | К'юбівано?       |
| 278361           | 2007 JJ43  | 730                         | 47,82                | 40,28            | 55,37        | 2007      |                  |
| 174567           | Варда      | 705                         | 45,94                | 39,62            | 52,26        | 2003      | К'юбівано?       |
| 24835            | 1995 SM55  | 702                         | 41,653               | 37,4             | 45,9         | 1995      | К'юбівано?       |
|                  | 2010 KZ39  | 697                         | 45,0                 | 42,5             | 47,6         | 2010      | К'юбівано?       |
| 90568            | 2004 GV9   | 680                         | 41,934               | 38,68            | 45,19        | 2004      | К'юбівано?       |
| 145452           | 2005 RN43  | 679                         | 41,6                 | 40,6             | 42,5         | 2005      | К'юбівано?       |
| 55637            | 2002 UX25  | 667                         | 42,56                | 36,5             | 48,7         | 2002      | К'юбівано?       |
|                  | 2012 VP113 | 666                         | 264                  | 80,5             | 449          | 2012      | Розсіяний диск   |
|                  | 2008 ST291 | 636                         | 98,6                 | 42,50            | 154,8        | 2008      | Розсіяний диск   |
|                  | 2010 RF43  | 666                         | 49,62                | 37,01            | 61,82        | 2010      |                  |
| 84922            | 2003 VS2   | 624                         | 39,266               | 36,427           | 42,104       | 2003      | Плутино          |
|                  | 2010 FX86  | 607                         | 46,69                | 43,92            | 49,46        | 2010      | К'юбівано?       |
|                  | 2014 UM33  | 607                         | 45,8                 | 35,2             | 56,4         | 2014      | зовнішні частини |
|                  | 2006 QH181 | 607                         | 67,45                | 38,25            | 96,65        | 2006      | Розсіяний диск   |
|                  | 2010 RE64  | 607                         | 63,1                 | 37,1             | 89,1         | 2010      | Розсіяний диск   |
| 19521            | Хаос       | 600                         | 45,82                | 41,06            | 50,58        | 1998      | К'юбівано        |
|                  | 2007 UK126 | 590                         | 74,394               | 37,625           | 111,143      | 2007      | Розсіяний диск   |
|                  | 2004 XR190 | 580                         | 57,035               | 52,317           | 61,752       | 2004      | Розсіяний диск   |
| 145451           | 2005 RM43  | 580                         | 89,8                 | 35,1             | 145          | 2005      | Розсіяний диск   |
| 120348           | 2004 TY364 | 554                         | 38,74                | 36,21            | 41,27        | 2004      |                  |
|                  | 2002 XV93  | 549                         | 39,33                | 34,51            | 44,15        | 2002      | Плутино          |
| 28978            | Іксіон     | 535                         | 39,49                | 30,0             | 49,1         | 2001      | Плутино          |
|                  | 2010 VK201 | 529                         | 43,28                | 38,62            | 47,94        | 2010      | К'юбівано?       |
|                  | 2008 OG19  | 529                         | 66,131               | 38,577           | 93,686       | 2008      | Розсіяний диск   |
| 15874            | 1996 TL66  | 515                         | 84,2                 | 35,01            | 133,48       | 1996      | Розсіяний диск   |
|                  | 2014 FC69  | 515                         | 73,491               | 40,111           | 106,872      | 2014      | Розсіяний диск   |
|                  | 2007 JH43  | 505                         | 39,565               | 38,576           | 40,554       | 2007      | Плутино?         |

1. 1 2  Плутон і Харон утворюють подвійну систему
2. ↑  Багато дослідників вважають Седну об'єктом хмари Оорта, а не поясу Койпера.

## Інтернет-ресурси
- Пояс Койпера.  Відео
- Що приховує Пояс Койпера?